# McKenzie, Alabama
McKenzie là một thị trấn thuộc quận Butler, tiểu bang Alabama, Hoa Kỳ. Dân số năm 2009 là 602 người, mật độ đạt 62 người/km².